# Sterculia elmeri
Sterculia elmeri är en malvaväxtart som beskrevs av Elmer Drew Merrill. Sterculia elmeri ingår i släktet Sterculia och familjen malvaväxter. Inga underarter finns listade i Catalogue of Life.